# Thomas Hamilton (basket-ball)
Pour les articles homonymes, voir Thomas Hamilton.
Thomas Hamilton, né le 3 avril 1975, à Chicago, en Illinois, est un ancien joueur américain de basket-ball. Il évolue au poste de pivot. 

## Palmarès
- Meilleur pourcentage aux tirs en CBA 1998
- Champion NBDL 2002
- All-NBDL First Team 2002
- Meilleur rebondeur NBDL 2002